# Helota yezoana
Helota yezoana là một loài bọ cánh cứng trong họ Helotidae. Loài này được Kono miêu tả khoa học năm 1939.